# Mašelj
Mašelj je naselje v Občini Semič brez stalnih prebivalcev.